# NGC 3134
NGC 3134 est une galaxie spirale ou lenticulaire située dans la constellation du Lion. NGC 3134 a été découverte par l'astronome américain David Peck Todd en 1878.

## Caractéristiques
Sa vitesse par rapport au fond diffus cosmologique est de 5 802 ± 24 km/s, ce qui correspond à une distance de Hubble de 85,6 ± 6,0 Mpc (∼279 millions d'al).
Le professeur Seligman et Wolfgang Steinicke classent cette galaxie comme lenticulaire, difficile de faire un choix basé sur l'image de l'étude SDSS.
En raison d'une brillance de surface égale à 11,71  mag/am2, on peut qualifier NGC 3134 de galaxie présentant une brillance de surface élevée.